# Натуральный макияж
Натуральный макияж — это такой вид макияжа, который не меняет колорита внешности и подчёркивает природные оттенки компонентов внешности.
Словарь моды и одежды даёт такое определение слову «макияж»: «Макияж — искусно выполненный грим. В отличие от театрального должен быть не резким, изысканным. Своеобразная живопись на лице, создающая индивидуальный образ человека. Это единственное в своём роде искусство, имеющее своим предметом живое лицо».
Задачей макияжа может является иллюзорное изменение формы и цвета лица. Тем не менее, визажисты отмечают, что существуют разные виды макияжа. Например, Елена Крыгина, популярный визажист из России отмечает, что выбор макияжа должен зависеть от времени суток и его назначения. Более того, правила этикета также имеют свои нормы и допуски.
В современной индустрии моды и красоты выделяют следующие виды макияжа: натуральный, вечерний, корректирующий, модный, арт макияж.
Задача натурального макияжа: подчеркнуть природные оттенки модели или клиента. Данный вид макияжа можно сделать только на той, модели, которая не изменила колорит внешности. То есть, цвет волос, бровей остался природным либо изменился не существенно.

## Принцип макияжа
Основным принципом данного макияжа является «не светлее светлого, не темнее тёмного». Это значит, что визажист не использует оттенки, светлее самого светлого компонента внешности модели. Например, если белок глаза модели светлый, но не белый, то блик, хайлайтер и другие продукты не должны быть светлее белка.
Визажист находит самый тёмный оттенок среди компонентов внешности (цвет глаз, волос, кожи) и предлагает цвет в косметике, который будет не темнее самого тёмного компонента внешности. Так можно подобрать и тени, и помаду.

## Как сделать натуральный макияж

### Подготовка кожи
Любой макияж начинается с подготовки кожи. Перед началом работы убедитесь, что вы правильно очистили, тонизировали и увлажнили лицо подходящим вам кремом. Можно подготовить кожу с помощью праймера — это даст гладкую основу и поможет тональному средству ровно распределиться.

### Нанесение тональной основы
Выберите легкий тональный крем или тонированный увлажняющий крем в оттенке, который точно соответствует вашему тону кожи. Если вы не можете найти свой точный оттенок, смешайте два оттенка для точного совпадения с вашим. Тон можно наносить с помощью пальцев или влажного спонжа легкими, похлопывающими движениями, что позволит добиться качественной растушевки, и кожа будет выглядеть натурально. При наличии жирного блеска, стоит закрепить результат минеральной или транспарантной пудрой.

### Нанесение консилера
При помощи консилера высветляется зона вокруг глаз, устраняются темные пятна и покраснения. Используйте такой консилер, который хорошо пигментирован, но легок, не плывет и остается на коже в течение всего дня. Нарисуйте V-образную галочку в нижнем уголке глаза — как перевернутый треугольник, вершиной направленный к глазу, хорошо растяните средство по коже, растушевывая его с тональным средством. Также можно нанести консилер на спинку носа, под бровь и над верхней губой, добавив световых бликов лицу.

### Работа с ресницами
Если ваши ресницы прямые, можно подзавить их, используя щипцы для завивки ресниц. После чего на ресницы наносится тушь. Для естественного макияжа может подойти тушь коричневого оттенка. Если ваши ресницы нуждаются в дополнительном объёме, используйте объемную тушь. Если ресницы не очень густые, темным карандашом прорисуйте линию роста ресниц для создания эффекта распахнутого глаза.

### Нанесение румян и бронзера
Чтобы добавить лицу свежести и немного скорректировать форму, нужно использовать румяна и бронзер. Оптимально использовать кремовые румяна, они смотрятся наиболее естественно на коже. Стоит отдать предпочтение нейтральным персиковым или холодным-розовым оттенкам. Румяна наносятся широкой кистью и хорошо тушуются. Летом для загорелой кожи можно использовать бронзер. Также бронзером можно подчеркнуть подскульные впадины, проработать височную зону и боковые спинки носа — это зрительно скорректирует лишний объём.

### Выбор помады
В завершение макияжа можно добавить цвета губам. В натуральном макияже не используются яркие оттенки и насыщенные текстуры. Как правило, в каждой косметической марке есть линейка помад натуральных оттенков, которые подходят конкретному типу внешности. Иногда, достаточно использовать увлажняющую гигиеническую помаду с легким подкрашивающим эффектом или нейтральный блеск для губ.

## Цветовые инструменты натурального макияжа
Исходя из задачи, которая стоит перед визажистом, то есть, подчеркнуть природные оттенки внешности, не увеличить контраст модели и визуально не исказить, а подчеркнуть цвета, то есть ряд инструментов, которые художнику по макияжу будут полезны.
Работа с цветовой гаммой. Альберт Манселл предложил рассмотреть цветовое тело, а не работать с понятием «цвет» как с плоским явлением. Л. Н. Миронова и другие авторы книг по цветоведению знакомят читателей с понятием «цветовая гамма». Согласно данному принципу, визажист может определить, какого колорита внешности является модель и предложить ей оттенки в скульпторе такой же цветовой гаммы.
Работа с цветовым кругом. Визажист выделяет общий цвет, который присутствует во внешности клиента и модели и косметики. Например, для обладательницы зелёных глаз, тёплой кожи подойдёт помада с жёлтым оттенком. Так как жёлтый цвет присутствует и в компонентах внешности (глазах и кожи) и косметике. Для того, чтобы воспользоваться этим инструментом визажист может познакомится с цветовым кругом.
Ритм. Ритм — это систематическое повторение того или иного свойства. О. Л. Голубева подчёркивает, что "важнейшие признаки ритма — это повторяемость явлений, элементов или форм, закономерность их чередования. «Ритм» буквально означает «такт, мерность» (от др.-греч. ῥυθμός).
Таким образом, натуральный макияж способен подчеркнуть природные оттенки модели. Подчеркнуть можно рядом инструментов, перечисленных выше. Каждый визажист перед тем, как начать создавать макияж должен проанализировать компоненты внешности модели, после косметику и только после выбрать ту технику макияжа, которая лучше всего выполнит подходящую задачу.